# Élia Pimenta
Élia Pimenta (Funchal, 1939 — 1996), de nome completo Élia Maria Gonçalves Pereira Pimenta, foi uma professora e artista plástica madeirense.

## Carreira
Fez os seus primeiros estudos em arte na Academia de Música e Belas Artes da Madeira. Matriculada nessa escola em 1959, passou, depois, para a Escola Superior de Belas Artes em Lisboa, cujo curso geral concluiu em 1963. Dois anos depois, em 1965, terminou o Curso Complementar de Pintura com a apresentação de uma tese classificada com 20 valores.
Ainda em Lisboa, entre 1965 e 1967, lecionou nas Escolas Preparatória Eugénio dos Santos e de Artes Decorativas António Arroio, ao mesmo tempo que frequentava uma formação complementar em calcogravura, na Escola Nacional de Gravura. Entre 1967 e 1969 fez as cadeiras pedagógicas necessárias à obtenção de um lugar de efetiva no ensino, a que se seguiu o estágio pedagógico realizado nas escolas António Arroio e Josefa de Óbidos. Após aprovação no Exame de Estado, torna-se docente do quadro da Escola Industrial e Comercial do Funchal. A partir de 1970, e por convite, passa a acumular essas funções docentes com outras, desta vez na Secção de Belas Artes da Academia de Música e Belas Artes da Madeira, onde fica responsável pelas cadeiras de Pintura ao Natural I, II e III. A partir de 1978 e já no Instituto de Artes Plásticas da Madeira, lecionou Artes Plásticas/Pintura, Pintura/Investigação, Estudos Complementares de Pintura, Pintura/especialização e ainda Desenho III. Na mesma escola, ficou também responsável por algumas disciplinas mais teóricas, como as de Arte Portuguesa Contemporânea e Conjugação Interdisciplinar das Artes.
Entre 1967 e 2006 obras suas foram expostas em diversos eventos, nomeadamente na Gravura, Sociedade de Gravadores Portugueses (1967/68); Galeria Altamira, Galeria da Secretaria Regional do Turismo e Cultura no Funchal e Galeria ISAPM (1986); Festival Marca (Funchal, 1987); 3.ª Exposição de Poesia Ilustrada e Poet’Art 90 (Teatro Municipal do Funchal, 1989); Galeria RTP e Biblioteca Nacional (1990); Discoteca Vespas e Quinta do Revoredo, Santa Cruz, Madeira (1994); Embaixada Portuguesa em Bruxelas (1995); Museu de Arte Contemporânea do Funchal (1996); Casa da Cultura da Calheta (1999) com uma mostra intitulada "Uma vida, uma carreira", e ainda na Galeria Café em Ponta Delgada, Madeira.
As suas pinturas integraram, igualmente, as exposições de caráter histórico "Vinte Anos de Artes Plásticas na Madeira", em 2000, no Museu de Arte Contemporânea, no Funchal, e "Horizonte Móvel: Artes Plásticas na Madeira 1960-2008", no contexto da celebração dos 500 anos da cidade do Funchal.
Foi colaboradora da revista Espaço-Arte, do Instituto Superior de Artes Plásticas da Madeira, e está representada no Museu de Arte Contemporânea do Funchal, assim como em diversas coleções particulares. Em maio de 2017, o marido, José Manuel Mota Pimenta, doou ao MUDAS, Museu de Arte Contemporânea da Madeira, um conjunto de 29 obras, pintura e desenho, da autoria da artista plástica.